# Alcippe brunneicauda
La fulveta parda (Alcippe brunneicauda) es una especie de ave paseriforme de la familia Pellorneidae propia del sureste asiático.

## Distribución
Se encuentra en la península malaya y las islas de Sumatra y Borneo, así como algunas islas menores adyacentes.